# Mergoasri
Mergoasri is een bestuurslaag in het regentschap Tuban van de provincie Oost-Java, Indonesië. Mergoasri telt 1438 inwoners (volkstelling 2010).